# Igor Burzanović
Igor Burzanović (Montenegrijns: Игор Бурзановић) (Titograd, 25 augustus 1985) is een Montenegrijns voetballer. De aanvaller speelt sinds 2009 bij de Japanse club Nagoya Grampus. Hij begon zijn carrière bij FK Budućnost uit zijn geboortestad Podgorica.

## Interlandcarrière
Burzanović kwam uit voor de jeugdelftallen van het Servië en Montenegro (U17 en U21). Na de scheiding van de twee landen koos hij voor het Montenegrijns voetbalelftal. Hij maakte zijn debuut voor de nationale ploeg op 24 maart 2007 tegen Hongarije, de allereerste interland van Montenegro, waarin hij middels een rake strafschop in de 81ste minuut het winnende doelpunt voor zijn rekening nam: 2-1.
| Interlanddoelpunten | Interlanddoelpunten | Interlanddoelpunten | Interlanddoelpunten    | Interlanddoelpunten | Interlanddoelpunten | Interlanddoelpunten | Interlanddoelpunten |
| #                   | Datum               | Locatie             | Wedstrijd              | Goal(s)             | Score               | Uitslag             | Wedstrijd           |
| ------------------- | ------------------- | ------------------- | ---------------------- | ------------------- | ------------------- | ------------------- | ------------------- |
| 1                   | 24/03/2007          | Podgorica           | Montenegro – Hongarije | 81' (pen.)          | 2 – 1               | 2 – 1               | Oefenduel           |
| 2                   | 26/03/2008          | Podgorica           | Montenegro – Noorwegen | 7'                  | 1 – 0               | 3 – 1               | Oefenduel           |